# Palpita varii
Palpita varii là một loài bướm đêm trong họ Crambidae.